# ローガン・アレン (1997年生の投手)
ローガン・シェーン・アレン（Logan Shane Allen, 1997年5月23日 - ）は、アメリカ合衆国フロリダ州ウェストパームビーチ出身のプロ野球選手（投手）。左投右打。

## 経歴

### プロ入りとレッドソックス傘下時代
2015年のMLBドラフト8巡目（全体231位）でボストン・レッドソックスから指名され、プロ入り。契約後、傘下のルーキー級ガルフ・コーストリーグ・レッドソックスでプロデビュー。A-級ローウェル・スピナーズでもプレーし、2球団合計で8試合に先発登板して防御率1.11、26奪三振を記録した。

### パドレス時代
2015年11月13日にクレイグ・キンブレルとのトレードで、マニュエル・マーゴット、カルロス・アスアヘ、ハビー・ゲラと共にサンディエゴ・パドレスへ移籍した。
2016年は傘下のルーキー級アリゾナリーグ・パドレス、A-級トリシティ・ダストデビルズ、A級フォートウェイン・ティンキャップスでプレーし、3球団合計で19試合（先発15試合）に登板して3勝5敗、防御率3.47、59奪三振を記録した。
2017年はA級フォートウェインとA+級レイクエルシノア・ストームでプレーし、2球団合計で24試合（先発23試合）に登板して7勝9敗、防御率2.95、142奪三振を記録した。
2018年はAA級サンアントニオ・ミッションズとAAA級エルパソ・チワワズでプレーし、2球団合計で25試合（先発24試合）に登板して14勝6敗、防御率2.54、151奪三振を記録した。
2019年は開幕をAAA級エルパソで迎えた。6月17日、翌18日にメジャー契約を結んでアクティブ・ロースター入りすることが報道され、メジャーデビューとなった当日のミルウォーキー・ブルワーズ戦では先発して7回を無失点の投球で勝利投手となった。

### インディアンス時代
2019年7月30日に三角トレードの一角として、同僚のフランミル・レイエスやビクター・ノバ、シンシナティ・レッズのヤシエル・プイグらと共にクリーブランド・インディアンスへ移籍した。この年メジャーでは移籍前を含めた2球団合計で9試合（先発4試合）に登板して2勝3敗、防御率6.18、17奪三振を記録した。
2020年は3試合に登板して防御率3.38、7奪三振を記録した。
2021年はスプリングトレーニングで好成績を残して開幕ローテーション入りを果たしたが、5月以降は大半をAAA級コロンバス・クリッパーズで過ごし、最終的に14試合（先発11試合）に登板して2勝7敗、防御率6.26、37奪三振という結果に終わった。
2022年5月1日にDFAとなった。

### オリオールズ時代
2022年5月5日にウェイバー公示を経てボルチモア・オリオールズへ移籍した。移籍後は3試合に登板するも防御率10.80と結果を残せず5月17日にDFAとなり、20日に傘下のAAA級ノーフォーク・タイズへ配属された。8月22日に戦力外となった。

### ロッキーズ傘下時代
2022年8月26日にコロラド・ロッキーズとマイナー契約を結んだ。AAA級アルバカーキ・アイソトープスで6試合に先発登板し、1勝3敗、防御率6.43を記録した。
2023年もAAA級アルバカーキで開幕を迎えた。リリーフとして24試合に登板したが、1勝0敗、防御率7.20と苦戦し、7月1日に戦力外となった。

### マリナーズ傘下時代
2023年7月14日にシアトル・マリナーズとマイナー契約を結んだ。AAA級タコマ・レイニアーズで14試合（うち先発10試合）に登板し、5勝2敗、防御率4.66を記録したが、オフの11月16日にFAとなった。

### ダイヤモンドバックス時代
2024年1月2日にアリゾナ・ダイヤモンドバックスとマイナー契約を結び、スプリングトレーニングに招待選手として参加することになった。4月17日にメジャー契約を結んでアクティブ・ロースター入りした。その後、6月9日にマイナーに降格し、オフの11月4日にFAとなった。

### NCダイノス時代
2024年12月18日に韓国・KBOリーグのNCダイノスと契約したことが発表された｡

## エピソード
マイナー時代、世界最大のプロレス団体WWEの看板レスラーであるジョン・シナと偶然知り合い、彼から「君がメジャー昇格できないに1ドル賭ける」と発破をかけられ奮起した。2019年6月にパドレスで念願のメジャーデビューを果たした際は、シナが球場まで応援に駆け付けた。

## 詳細情報

### 年度別投手成績
| 年 度    | 球 団    | 登 板 | 先 発 | 完 投 | 完 封 | 無 四 球 | 勝 利 | 敗 戦 | セ 丨 ブ | ホ 丨 ル ド | 勝 率 | 打 者 | 投 球 回 | 被 安 打 | 被 本 塁 打 | 与 四 球 | 敬 遠 | 与 死 球 | 奪 三 振 | 暴 投 | ボ 丨 ク | 失 点 | 自 責 点 | 防 御 率 | W H I P |
| -------- | -------- | ----- | ----- | ----- | ----- | -------- | ----- | ----- | -------- | ----------- | ----- | ----- | -------- | -------- | ----------- | -------- | ----- | -------- | -------- | ----- | -------- | ----- | -------- | -------- | ------- |
| 2019     | SD       | 8     | 4     | 0     | 0     | 0        | 2     | 3     | 0        | 0           | .400  | 118   | 25.1     | 33       | 4           | 13       | 0     | 2        | 14       | 0     | 0        | 20    | 19       | 6.75     | 1.82    |
| 2019     | CLE      | 1     | 0     | 0     | 0     | 0        | 0     | 0     | 0        | 0           | ----  | 9     | 2.1      | 3        | 0           | 0        | 0     | 0        | 3        | 0     | 0        | 0     | 0        | 0.00     | 1.29    |
| '19計    | CLE      | 9     | 4     | 0     | 0     | 0        | 2     | 3     | 0        | 0           | .400  | 127   | 27.2     | 36       | 4           | 13       | 0     | 2        | 17       | 0     | 0        | 20    | 19       | 6.18     | 1.77    |
| 2020     | CLE      | 3     | 0     | 0     | 0     | 0        | 0     | 0     | 0        | 0           | ----  | 49    | 10.2     | 12       | 1           | 7        | 0     | 1        | 7        | 1     | 0        | 4     | 4        | 3.38     | 1.78    |
| 2021     | CLE      | 14    | 11    | 0     | 0     | 0        | 2     | 7     | 0        | 0           | .222  | 222   | 50.1     | 58       | 12          | 17       | 0     | 4        | 37       | 4     | 0        | 39    | 35       | 6.26     | 1.49    |
| 2022     | CLE      | 4     | 0     | 0     | 0     | 0        | 1     | 0     | 0        | 0           | 1.000 | 30    | 6.0      | 9        | 0           | 3        | 0     | 1        | 6        | 0     | 0        | 3     | 3        | 4.50     | 2.00    |
| 2022     | BAL      | 3     | 0     | 0     | 0     | 0        | 0     | 0     | 0        | 0           | ----  | 10    | 1.2      | 3        | 0           | 2        | 0     | 0        | 1        | 0     | 0        | 2     | 2        | 10.80    | 3.00    |
| '22計    | BAL      | 7     | 0     | 0     | 0     | 0        | 1     | 0     | 0        | 0           | 1.000 | 40    | 7.2      | 12       | 0           | 5        | 0     | 1        | 7        | 0     | 0        | 5     | 5        | 5.87     | 2.22    |
| 2024     | ARI      | 12    | 0     | 0     | 0     | 0        | 0     | 1     | 1        | 1           | .000  | 128   | 28.0     | 32       | 3           | 10       | 0     | 2        | 21       | 0     | 0        | 17    | 17       | 5.46     | 1.50    |
| MLB：5年 | MLB：5年 | 45    | 15    | 0     | 0     | 0        | 5     | 10    | 1        | 1           | .313  | 566   | 124.1    | 150      | 20          | 52       | 0     | 10       | 89       | 5     | 0        | 85    | 80       | 5.79     | 1.62    |

- 2024年度シーズン終了時

### 年度別打撃成績
| 年 度    | 球 団    | 試 合 | 打 席 | 打 数 | 得 点 | 安 打 | 二 塁 打 | 三 塁 打 | 本 塁 打 | 塁 打 | 打 点 | 盗 塁 | 盗 塁 死 | 犠 打 | 犠 飛 | 四 球 | 敬 遠 | 死 球 | 三 振 | 併 殺 打 | 打 率 | 出 塁 率 | 長 打 率 | O P S |
| -------- | -------- | ----- | ----- | ----- | ----- | ----- | -------- | -------- | -------- | ----- | ----- | ----- | -------- | ----- | ----- | ----- | ----- | ----- | ----- | -------- | ----- | -------- | -------- | ----- |
| 2019     | SD       | 8     | 5     | 4     | 1     | 1     | 0        | 0        | 0        | 1     | 0     | 0     | 0        | 0     | 0     | 0     | 0     | 1     | 0     | 0        | .250  | .400     | .250     | .650  |
| 2021     | CLE      | 14    | 1     | 1     | 0     | 0     | 0        | 0        | 0        | 0     | 0     | 0     | 0        | 0     | 0     | 0     | 0     | 0     | 1     | 0        | .000  | .000     | .000     | .000  |
| MLB：2年 | MLB：2年 | 30    | 6     | 5     | 1     | 1     | 0        | 0        | 0        | 0     | 0     | 0     | 0        | 0     | 0     | 0     | 0     | 1     | 1     | 0        | .200  | .333     | .200     | .533  |

- 2024年度シーズン終了時

### 年度別守備成績
| 年 度 | 球 団 | 投手（P） | 投手（P） | 投手（P） | 投手（P） | 投手（P） | 投手（P） |
| 年 度 | 球 団 | 試 合     | 刺 殺     | 補 殺     | 失 策     | 併 殺     | 守 備 率  |
| ----- | ----- | --------- | --------- | --------- | --------- | --------- | --------- |
| 2019  | SD    | 8         | 1         | 7         | 0         | 1         | 1.000     |
| 2019  | CLE   | 1         | 0         | 0         | 0         | 0         | ----      |
| '19計 | CLE   | 9         | 1         | 7         | 0         | 1         | 1.000     |
| 2020  | CLE   | 3         | 0         | 1         | 0         | 0         | 1.000     |
| MLB   | MLB   | 12        | 1         | 8         | 0         | 1         | 1.000     |

- 2020年度シーズン終了時

### 背番号
- 54（2019年 - 同年7月29日、2021年）
- 53（2019年8月14日 - 2020年）
- 33（2022年 - 同年4月30日）
- 61（2022年5月11日 - 同年5月16日）
- 22（2024年）
- 12（2025年 - ）